# Campionati del mondo di ciclocross 2015 - Gara maschile Junior
La trentasettesima edizione della gara maschile Junior dei Campionati del mondo di ciclocross 2015 si svolse il 31 gennaio 2015 con partenza ed arrivo da Tábor in Repubblica Ceca, su un percorso iniziale di 160 mt più un circuito di 3,11 km da ripetere 5 volte per un totale di 15,71 km. La vittoria fu appannaggio del danese Simon Andreassen, il quale terminò la gara in 42'24", alla media di 22,23 km/h, precedendo il belga Eli Iserbyt e l'olandese Max Gulickx terzo.
Partenza con 71 ciclisti provenienti da 19 nazioni, dei quali 67 portarono a termine la competizione.

## Squadre partecipanti
| Ciclisti | Cod. | Squadra     |
| -------- | ---- | ----------- |
| 6        | BEL  | Belgio      |
| 5        | CAN  | Canada      |
| 5        | CZE  | Cechia      |
| 5        | FRA  | Francia     |
| 5        | GER  | Germania    |
| 5        | SVK  | Slovacchia  |
| 5        | USA  | Stati Uniti |
| 4        | GBR  | Regno Unito |
| 4        | ITA  | Italia      |
| 4        | NLD  | Paesi Bassi |

| Ciclisti | Cod. | Squadra     |
| -------- | ---- | ----------- |
| 3        | AUS  | Australia   |
| 3        | DEN  | Danimarca   |
| 3        | LUX  | Lussemburgo |
| 3        | POL  | Polonia     |
| 3        | ESP  | Spagna      |
| 3        | SUI  | Svizzera    |
| 2        | JPN  | Giappone    |
| 2        | SWE  | Svezia      |
| 1        | HUN  | Ungheria    |

## Classifica (Top 10)
| Pos. | Corridore           | Squadra     | Tempo   |
| ---- | ------------------- | ----------- | ------- |
| 1    | Simon Andreassen    | Danimarca   | 42'24"  |
| 2    | Eli Iserbyt         | Belgio      | a 40"   |
| 3    | Max Gulickx         | Paesi Bassi | a 41"   |
| 4    | Gage Hecht          | Stati Uniti | a 44"   |
| 5    | Thijs Wolsink       | Paesi Bassi | a 1'10" |
| 6    | Stefano Sala        | Italia      | a 1'27" |
| 7    | Jakob Dorigoni      | Italia      | a 1'30" |
| 8    | Eddy Finé           | Francia     | a 1'34" |
| 9    | Jarne Driesen       | Belgio      | a 1'53" |
| 10   | Stegen van der Roel | Paesi Bassi | a 1'58" |